# Lift (court métrage)
Pour les articles homonymes, voir Lift.
Pour plus de détails, voir Fiche technique et Distribution.
Lift est un court métrage américain réalisé par Shaun O'Banion, sorti en 2004.

## Fiche technique
- Titre original : Lift
- Réalisation : Shaun O'Banion
- Scénario : Shaun O'Banion
- Photographie : John Humber
- Production : Shaun O'Banion, Lenka O'Banion
- Société(s) de production : Ravenwood Films
- Pays d'origine : États-Unis
- Année : 2004
- Langue originale : anglais
- Format : couleur
- Genre : drame, court métrage
- Durée : 17 minutes
- Dates de sortie : 
  -  États-Unis : décembre 2004 (First Glance Film Festival)

## Distribution
- Kelly Cohen : Girl
- Jennifer Morrison : Sarah
- Drago Sumonja : Jordan
- Sunni Welles : Waitress